# Moraxella
Moraxella és un gènere de bacteris gramnegatius amb forma de bacil curt, cocbacil o, com en el cas de Moraxella catarrhalis, cocs associats en parelles (diplococs), o fins i tot en petites cadenes. La majoria d'aquests microorganismes són immòbils, no esporulats, amb característiques oxidasa positiu i catalasa positiu. Normalment són aerobis encara que alguns poden ser anaerobis facultatius i no són molt hàbils per fermentar els carbohidrats.
El seu hàbitat és l'ambient en general, però són més abundant a la regió nasofaríngia d'alguns animals, com els bovins. Aquests microorganismes no són molt exigents, però mostren una millorança en la seva proliferació en agar sang i més si s'agrega sèrum, a més, es produeix hemòlisi en l'agarosa.

## Principals espècies i patologies
- Moraxella catarrhalis usualment resideix a les vies respiratòries, tot i que pot accedir a l'aparell respiratori en pacients amb trastorns pulmonars crònics o immunodeficients, ocasionant tranqueobronquitis o pneumònia. Els símptomes són similars als que causa Haemophilus influenzae, tot i que és molt menys virulent. Al contrari que Neisseria meningitidis, que és morfològicament molt similar a M. catharrhalis, rarament causa bacterièmia o meningitis.[2][3]
- Moraxella lacunata és una de les causes de conjuntivitis als humans.
- Moraxella bovis és la causa d'una malaltia característica de la conjuntiva dels bovins, provocant queratoconjuntivitis, anomenada comunament malaltia de "l'ull rosa". En altres parts del cos, és sapròfit.